# Червінськ (Поморське воєводство)
Червінськ (пол. Czerwińsk, нім. Czerwinsk) — село в Польщі, у гміні Сментово-Ґранічне Староґардського повіту Поморського воєводства.
Населення — 56 осіб (2011).
У 1975-1998 роках село належало до Гданського воєводства.

## Демографія
Демографічна структура станом на 31 березня 2011 року:
|          | Загалом | Допрацездатний вік | Працездатний вік | Постпрацездатний вік |
| -------- | ------- | ------------------ | ---------------- | -------------------- |
| Чоловіки | 31      | 6                  | 22               | 3                    |
| Жінки    | 25      | 7                  | 12               | 6                    |
| Разом    | 56      | 13                 | 34               | 9                    |